# Allodape
Allodape is een geslacht van vliesvleugelige insecten uit de familie bijen en hommels (Apidae)

## Soorten
- A. armatipes Friese, 1924
- A. australissima Michener, 1975
- A. brachycephala Michener, 1971
- A. ceratinoides Gribodo, 1884
- A. collaris Vachal, 1903
- A. chapini Cockerell, 1932
- A. dapa Strand, 1912
- A. ellioti (Saussure, 1897)
- A. exoloma Strand, 1915
- A. friesei Strand, 1915
- A. greatheadi Michener, 1970
- A. interrupta Vachal, 1903
- A. laeviceps Strand, 1912
- A. macula Strand, 1912
- A. mea Strand, 1912
- A. microsticta Cockerell, 1934
- A. mirabilis Schulz, 1906
- A. mucronata Smith, 1854
- A. nula Strand, 1912
- A. obscuripennis Strand, 1915
- A. panurgoides Smith, 1854
- A. pernix (Bingham, 1903)
- A. pictifrons Smith, 1854
- A. punctata (Lepeletier & Audinet-Serville, 1825)
- A. quadrilineata Cameron, 1905
- A. rufogastra Lepeletier & Audinet-Serville, 1825
- A. skaifeorum Michener, 1975
- A. stellarum Cockerell, 1916
- A. tridentipes Cockerell, 1933